# Neue Kommunistische Partei der Niederlande
Die Neue Kommunistische Partei der Niederlande (NCPN) (niederländisch Nieuwe Communistische Partij-NCPN) ist eine 1992 entstandene niederländische Partei. Sie vertritt einen marxistisch-leninistischen Standpunkt.

## Geschichte
Die NCPN entstand 1992 als Fusion verschiedener kommunistischer Gruppen, die nicht mit dem Aufgehen der Communistische Partij van Nederland (CPN) im Bündnis GroenLinks einverstanden waren. 1994 nahm die Partei erstmals an Wahlen zur Zweiten Kammer der Generalstaaten teil, erhielt jedoch nur 11.701 Stimmen. Dieses Ergebnis verschlechterte sich vier Jahre später auf lediglich 5620 Stimmen. Auch bei späteren Wahlen konnte die NCPN bislang keine Parlamentssitze erringen, war jedoch auf lokaler Ebene unter anderem in den Gemeinderäten von Lemsterland, Reiderland, Scheemda und Heiloo vertreten.
Die Partei selbst bezeichnet sich als antikapitalistische Partei mit marxistisch-leninistischer weltanschaulicher Basis.

## Jugendverband

Logo der CJB

Der Jugendverband der NCPN heißt Communistische Jongerenbeweging (Kommunistische Jugendbewegung). Die CJB wurde am 21. September 2003 gegründet und ist die organisatorisch unabhängige Fortsetzung der bisherigen „NCPN-Jongeren“, der ehemaligen Jugendplattform innerhalb der NCPN. Die CJB gab das Monatsmagazin Voorwaarts! in Printform heraus. Zurzeit wird es online publiziert und unregelmäßig auch als Papierausgabe gedruckt.
Die CJB ist Mitglied im Weltbund der demokratischen Jugend (WBDJ) und nimmt an den Treffen Europäischer Kommunistischer Jugendorganisationen teil.